# Canal du Centre (Belgien)

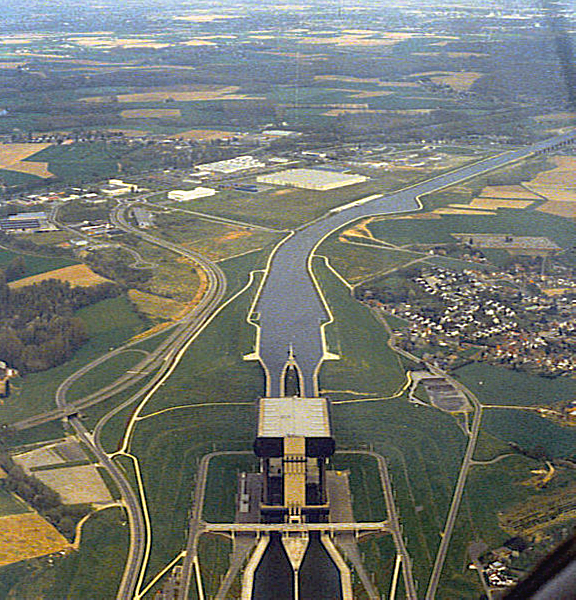
Neu trassierter Kanalabschnitt am Schiffshebewerk Strépy-Thieu

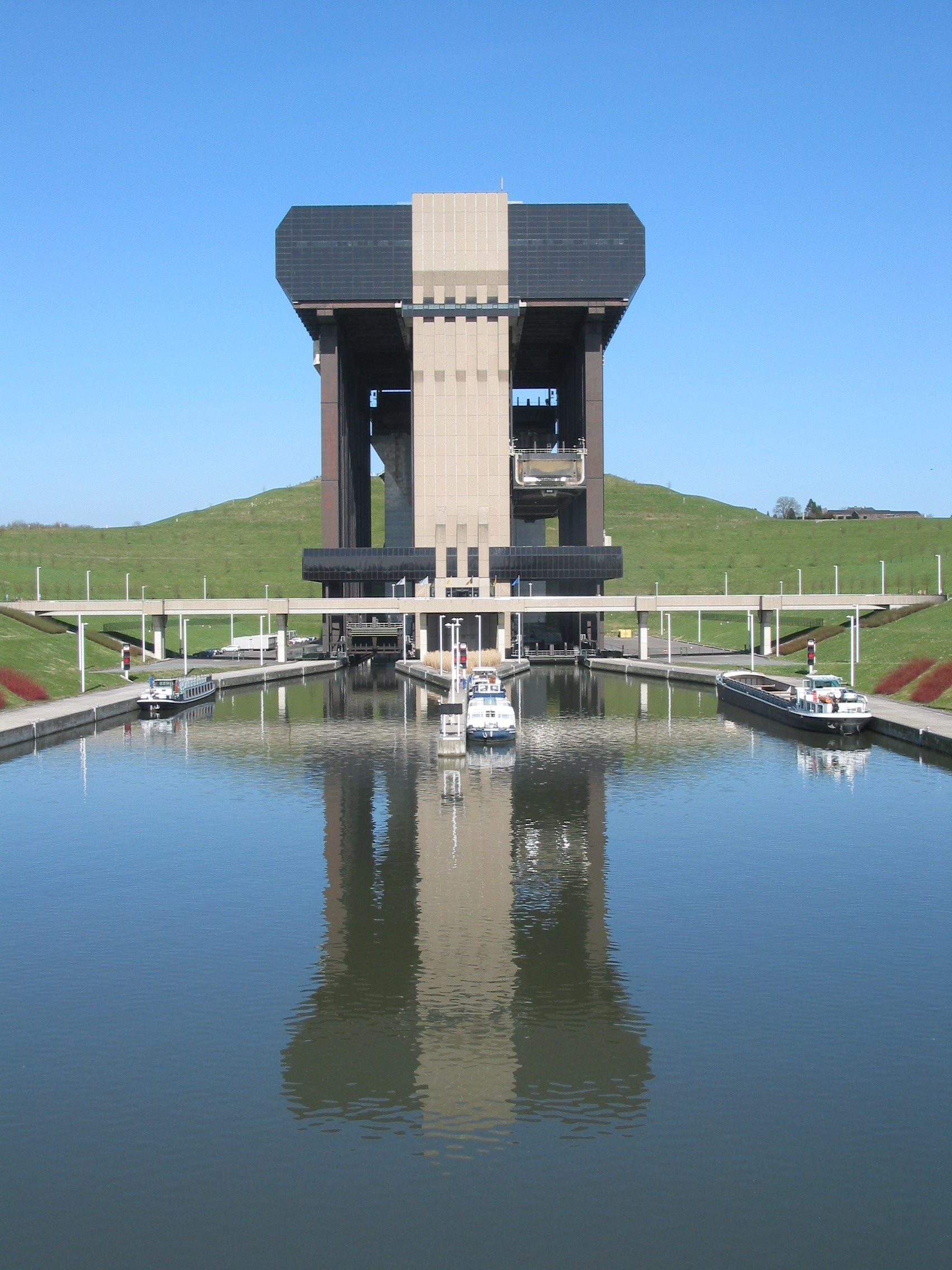
Schiffshebewerk Strépy-Thieu

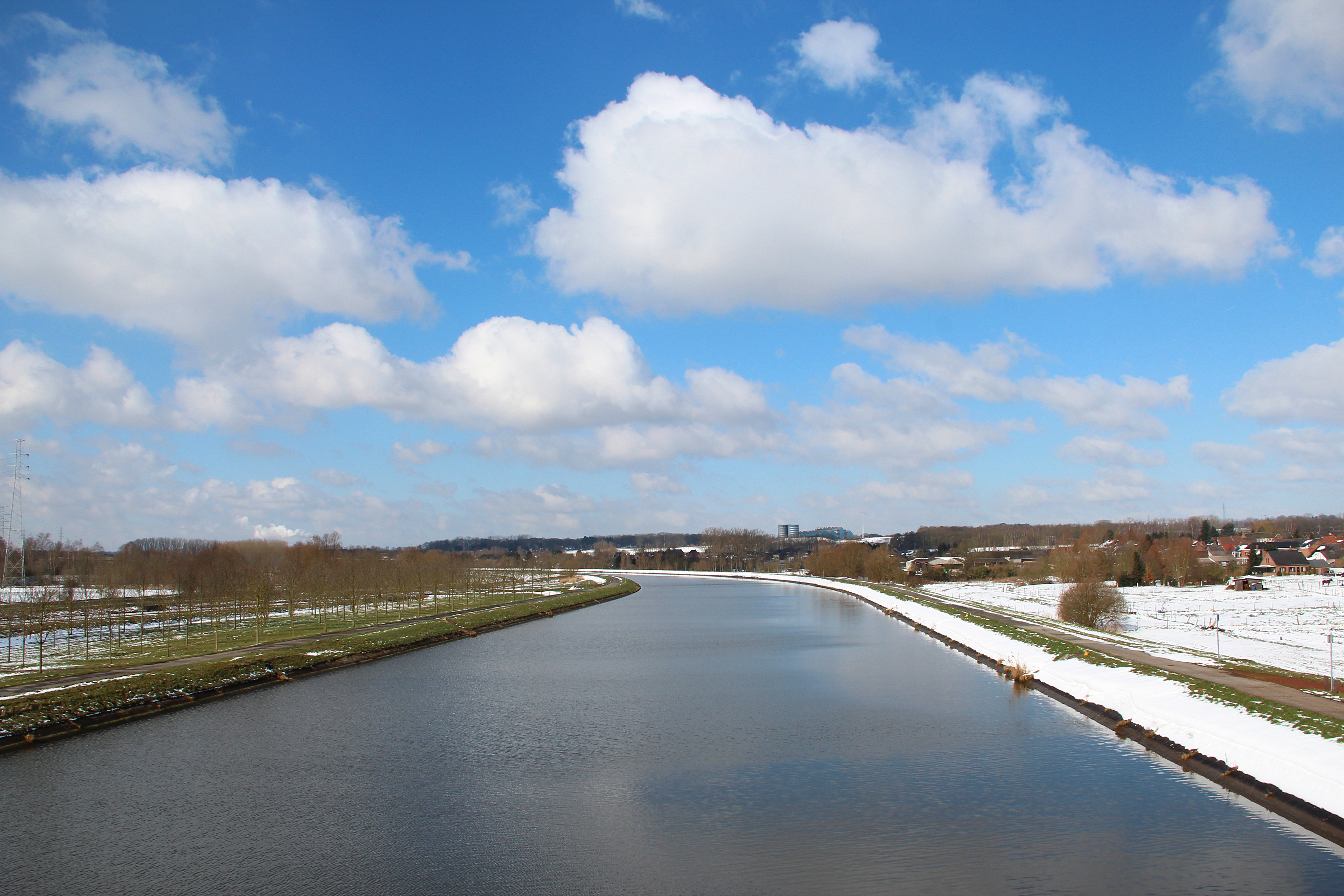
Neuer Abschnitt des Canal du Centre bei Havré

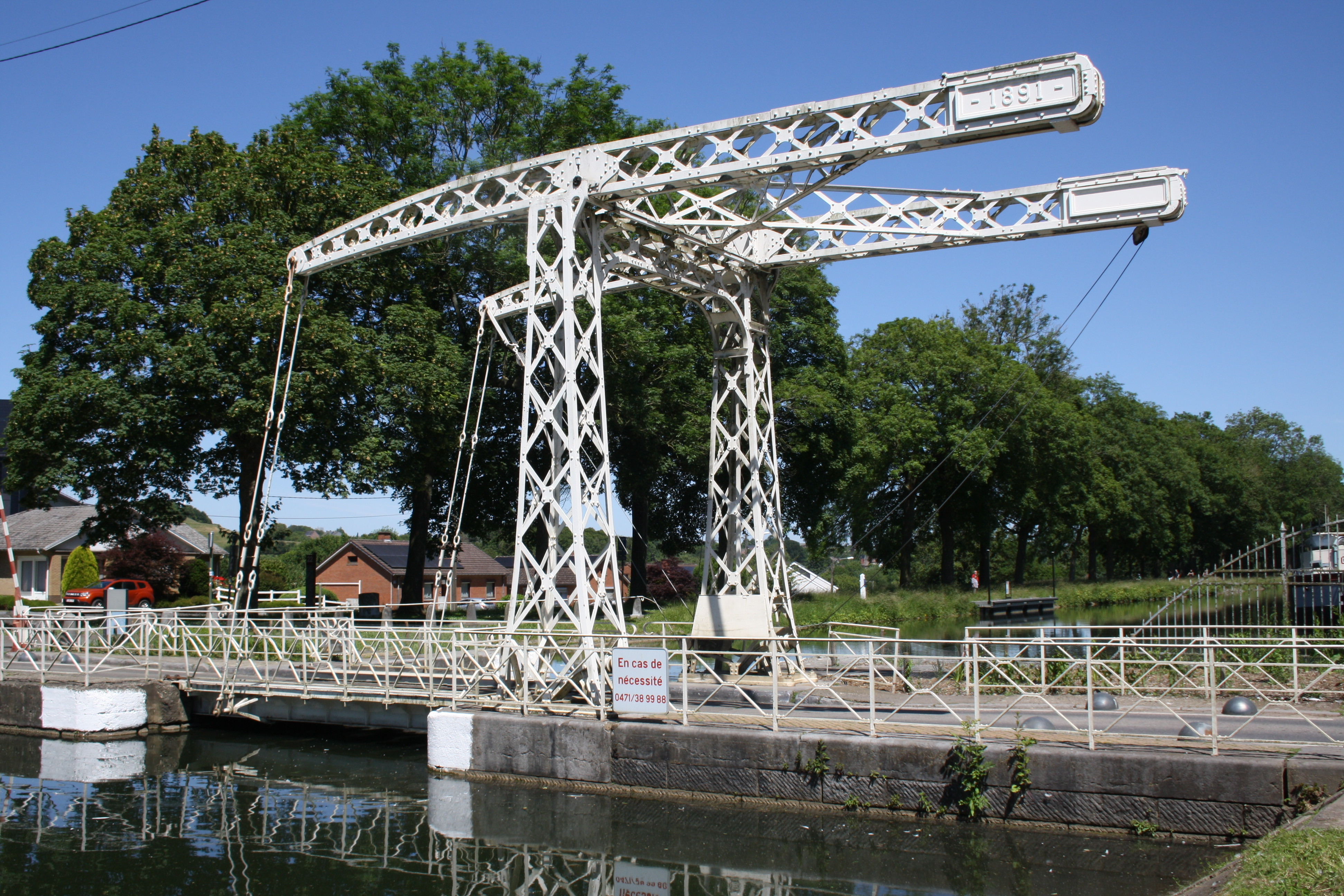
Klappbrücke Thieu über den alten Kanal

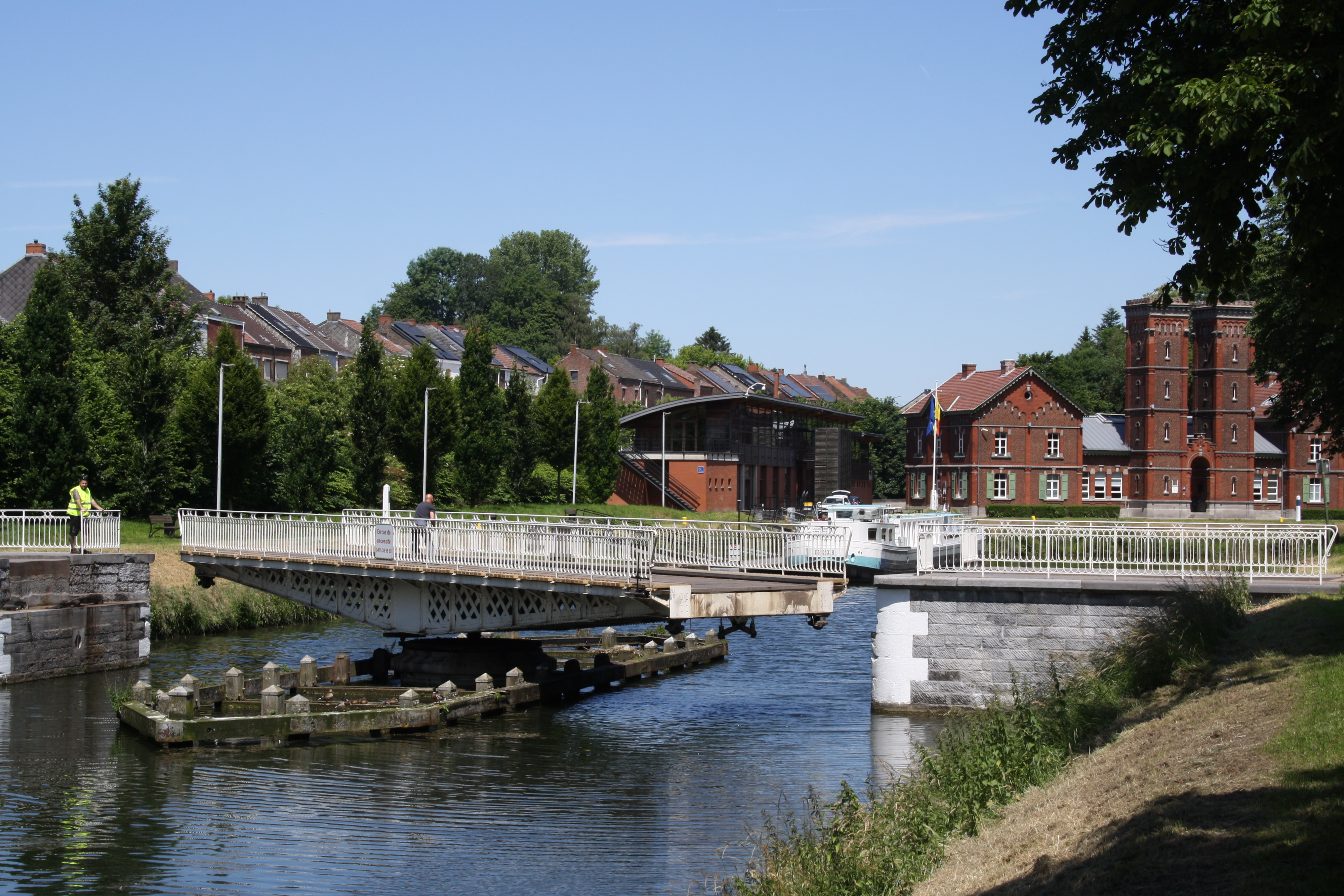
Drehbrücke Strépy-Bracquegnies

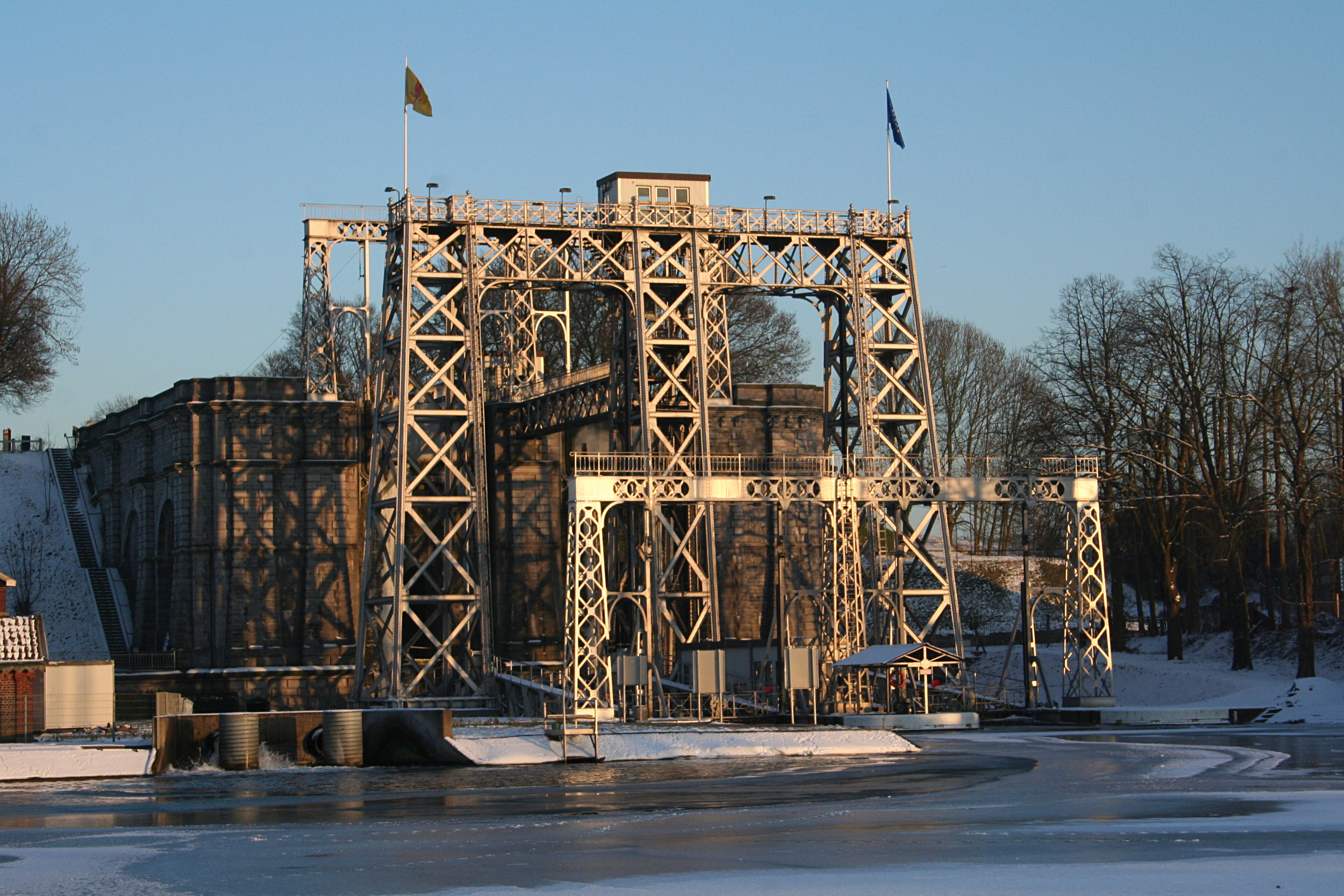
Schiffshebewerk Nr. 4, UNESCO-Weltkulturerbe

Der Canal du Centre in Belgien (deutsch: Zentrumskanal, niederländisch: Centrumkanaal) verbindet den Canal Nimy-Blaton-Péronnes mit dem von Seneffe kommenden Arm des Canal Charleroi-Brüssel. Überregional bekannt geworden ist der Kanal hauptsächlich wegen seiner vier hydraulischen Schiffshebewerke, die 1998 ins UNESCO-Weltkulturerbe aufgenommen wurden.

## Geschichte

### Planung
In der zweiten Hälfte des 19. Jahrhunderts plante man, den 1832, zwei Jahre nach der Unabhängigkeit Belgiens, fertiggestellten Kanal Charleroi-Brüssel mit dem bereits 1817 eröffneten Canal de Mons à Condé zu verbinden, um der Binnenschifffahrt die Überquerung der Wasserscheide zwischen Maas und Schelde zu ermöglichen. Dabei stellte sich das Problem, dass zwischen Thieu und Houdeng-Gœgnies auf einer Entfernung von nur knapp sieben Kilometern ein Niveauunterschied von 66 Metern überwunden werden musste. Dafür wurden vier hydraulische Schiffshebewerke geplant.
→ Hauptartikel: Schiffshebewerke des belgischen Canal du Centre

### Eröffnung in mehreren Etappen
Das erste und höchstgelegene dieser Hebewerke bei Houdeng-Gœgnies wurde am 4. Juni 1888 durch den belgischen König Leopold II. feierlich eröffnet. Damit erhielten die Kohlebergwerke bei La Louvière Anschluss an das Wasserstraßennetz. Anschließend entbrannten jedoch angesichts der hohen Kosten für den Bau der Schiffshebewerke heftige Debatten über die Wirtschaftlichkeit des Projekts. Der Weiterbau verzögerte sich dadurch bis 1910. Vier Jahre später wurde der Bau erneut gestoppt, als wenige Tage nach dem Ausbruch des Ersten Weltkrieges 1914 die Deutschen in Belgien einmarschierten. Allerdings erachtete die deutsche Besatzungsmacht den Kanal als strategisch wichtig, weshalb sie den Weiterbau anordnete. 1917 konnten dann – diesmal kriegsbedingt ohne jeglichen Pomp – die übrigen drei Hebewerke in Betrieb genommen werden, womit der Kanal auf voller Länge befahrbar war.

### Ausbau für 1350 Tonnen

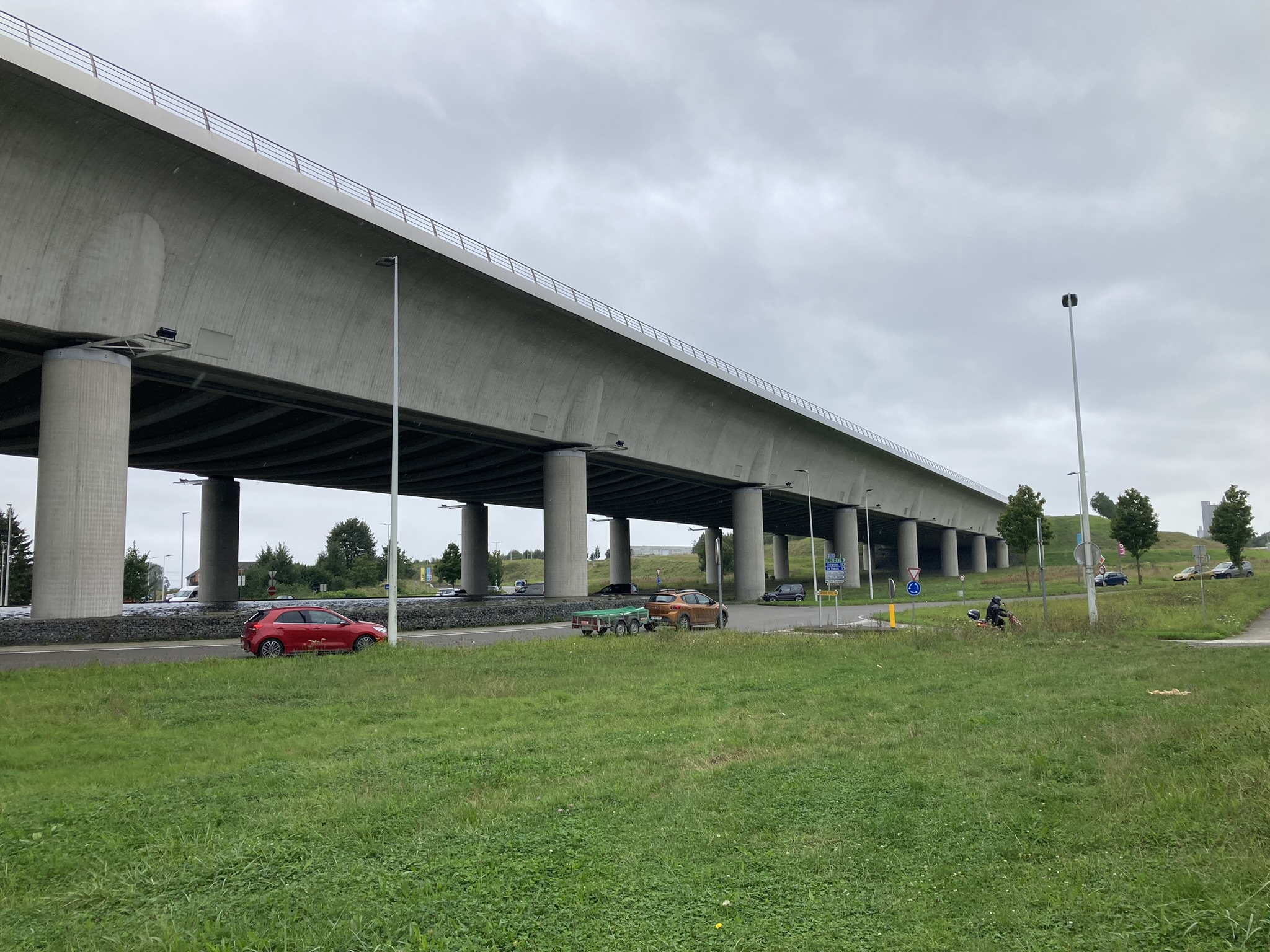
Sart-Kanalbrücke

1957 verabschiedete das belgische Parlament ein Gesetz, in dem festgelegt wurde, welche Wasserstraßen für 1350-Tonnen-Schiffe, sog. Europaschiffe, ausgebaut werden sollten. Dazu gehörte neben dem Canal Charleroi-Brüssel auch der Canal du Centre. Da ein Ausbau der bestehenden Hebewerke für diese Schiffsmaße nicht möglich war, entschied man sich 1976 für eine völlige Neutrassierung zwischen Seneffe und Thieu, wobei die vier bisherigen Hebewerke und eine Schleuse durch ein neues Schiffshebewerk bei Strépy-Thieu ersetzt werden sollte. Diese Neutrassierung erforderte überdies den Bau einer Kanalbrücke bei Sart im Norden von La Louvière. 1982 begannen die Bauarbeiten am neuen Schiffshebewerk.
1990 wurde der Abschnitt Mons-Thieu des neuen Kanals fertiggestellt und über eine Schleuse unterhalb des Hebewerks Nr. 4 mit der alten Trasse verbunden. Wie schon beim Bau der alten Hebewerke wurde auch der wirtschaftliche Nutzen des neuen Werks stark in Zweifel gezogen. Hauptsächlich dadurch verzögerten sich die Bauarbeiten mehrfach. Am 6. November 2001 passiert schließlich das erste Frachtschiff das Schiffshebewerk. Zu diesem Zeitpunkt war allerdings die Kanalbrücke von Sart noch nicht fertiggestellt, durchgehender Schiffsverkehr konnte also nach wie vor nur über den alten Kanal stattfinden.
Am 17. Januar 2002 kam es im alten Hebewerk Nr. 1 zu einem Unfall, bei dem ein Schiff und das Hebewerk selbst stark beschädigt wurden. Damit war der durchgehende Schiffsverkehr bis zur Eröffnung des neuen Kanalabschnitts unterbrochen. Am 10. Juni 2002 begann man damit, die Kanalbrücke Sart zu fluten und am 2. September wurde schließlich nach mehrtägigen Feierlichkeiten der neue Kanal für den Verkehr freigegeben.

## Verlauf
Die heute nur noch 18 Kilometer lange Wasserstraße beginnt auf einem Höhenzug zwischen Maasbecken und Scheldebecken. Sie wird durch Pumpwasser aus dem Canal Charleroi-Brüssel gespeist. Der Kanal zweigt bei Seneffe vom Canal Charleroi-Brüssel ab. Nach knapp fünf Kilometern zweigt links der alte Kanalabschnitt ab. Nach weiteren vier Kilometern folgt die Kanalbrücke bei Sart, und nochmal 2,5 Kilometer weiter das neue Schiffshebewerk. Der alte Kanal verläuft in diesem Abschnitt über Houdeng-Gœgnies, Houdeng-Aimeries und Strepy-Bracquegnies.
Bei Thieu verlaufen beide Kanäle parallel und sind durch eine Schleuse miteinander verbunden. Ab hier wird der alte Kanal zur Sackgasse, er wird als Sportboothafen und für Freizeitzwecke genutzt. Ab Ville-sur-Haine verläuft dann der neue Kanal im alten Bett.
Zwei neue Schleusen, eine bei Obourg mit 5,0 Metern und eine bei Havré mit 10 Metern Hub ersetzen hier insgesamt vier alte Schleusen mit jeweils 4,2 Metern Hub. Bei Nimy endet der Canal du Centre in einem 45 Hektar großen künstlichen See, genannt Le Grand Large. Dieser dient zur Regulierung des Wasserstandes im anschließenden Kanal Nimy-Blaton.
Die vier Hebewerke zwischen Houdeng-Gœgnies und Thieu sind seit 2002, nach zwanzigjähriger Bauzeit, durch das neue Schiffshebewerk von Strépy-Thieu ersetzt, das den Höhenunterschied in einem Schritt überwindet und zudem 1.350-Tonnen-Schiffe (sogenannte Europaschiffe) passieren lässt. Die Schiffe werden in zwei von Seilen bewegten Becken von 112 m Länge und 12 m Breite befördert. Der Anschluss an den oberen Erdkanal erfolgt über zwei 168 m lange Kanalbrücken.
Die vier alten Hebewerke sind jedoch aus touristischen Gründen auch weiterhin in Betrieb, wobei das Hebewerk Nr. 1 nach einer Havarie repariert wurde, womit der historische Zentrumskanal wieder durchgehend befahrbar ist. 1998 wurden die vier Hebewerke in das UNESCO-Weltkulturerbe aufgenommen.